# Hřbitov v Českém Těšíně
Hřbitov v Českém Těšíně, okrese Karviná je areál se souborem staveb nacházející se severozápadně od středu města ve Hřbitovní ulici. V roce 2003 byl soubor staveb hřbitova Ministerstvem kultury České republiky prohlášen za kulturní památku České republiky.

## Historie
Po rozdělení Těšína po první světové válce československá vláda povolila zákonem č. 240 z roku 1922 bezúročnou půjčku Českému Těšínu ve výši 15 milionů Kč na vybudování radnice, kostelů, škol, hřbitova, jatek atd. Hřbitov byl postaven podle projektu architekta Eduarda Davida a v letech 1920–1928 postaven těšínskou firmou Eugen Fulda. Byl otevřen v říjnu 1925. Původní areál hřbitova byl rozdělen na tři samostatné části. Pravá strana náležela evangelíkům a levá strana katolíkům. Židovská část byla umístěna na severní straně od vstupu na hřbitov za židovským pohřebním domem. V roce 2003 byl soubor staveb hřbitova prohlášen za kulturní památku České republiky. 

### Židovský pohřební dům
Židovský hřbitov byl založen v roce 1924, pohřební dům v roce 1926, hřbitov byl za války těžce poškozen nacisty. Macevy stály v deseti pravidelných řadách. Pohřby se zde konaly do roku 1969 a poslední pohřeb se uskutečnil v roce 1986. Hřbitovní dům je stavba na centrálním půdorysu k němuž jsou připojeny nižší stavby sakristie, kněžiště a portálu. Po adaptaci v roku 2010 jej zakoupil od města  sbor Luterské evangelické církve a. v.

### Hřbitovní kaple
Historizující stavba s barokními a empírovými prvky z roku 1928 je postavena na centrálním půdorysu na západní straně vstupu na hřbitov. Na severní straně centrální části je přistavěna půlkruhová apsida kněžiště, na jižní a východní straně jsou vstupní průčelí s předsíni, dórskými sloupy a trojúhelníkovým tympanonem. Kaple je členěná kordonovou a profilovanou korunní římsou. V průčelí pod korunní římsou jsou tři termální okna, v nárožích jsou čtyři vysoká okna. Na vysoké valbové střeše je sanktusník se zvonovou střechou. Interiér je zaklenutý vysokou křížovou klenbou s výsečemi. Kaple ke propojena chodbou se správní budovou. Chodba má devět otevřených arkád a je zaklenuta křížovou klenbou. V roce 2022 byla ukončena obnova hřbitovní kaple. Hřbitovní kaple je využívána jako smuteční síň.

### Správní budova
Správní budova je dvoupodlažní zděná stavba na kamenné podezdívce s valbovou střechou situovaná na severní straně vstupu na hřbitov propojená otevřenou chodbou se hřbitovní kaplí. Jižní průčelí je členěno dvěma okenními osami a nárožními pilíři. Nad okny v prvním podlaží jsou v omítce provedeny plastické půlkruhy. Pod okny jsou římsy. V severním průčelí je vstup do budovy s předsíní s jedním polem klenby arkády.

### Oplocení
Oplocení je tvořeno kamennou podezdívkou, vyzděnými sloupy, na nichž jsou kamenné koule, a svisle členěnými kovovými výplněmi. Památkově chráněna je část oplocení v místě nástupního prostoru se vstupem. V roce 2020 proběhla rekonstrukce osmi polí oplocení, kde výplň mezi sloupky tvořila železobetonová stěna s vloženou kosočtverečnou mříží. Nově byly použity plotové prefabrikáty s tím, že byla použita stejná povrchová úprava omítkou s původní strukturou, pískovcovými koulemi a tepaných mříží v každém poli. Tato část není památkově chráněna.

## Osobnosti pohřbené na tomto hřbitově
- Ladislav Báča – pedagog, národopisec, vlastivědný pracovník a zakladatel českotěšínského muzea.
- Bedřich Havlíček – středoškolský pedagog, regionální historik, etnograf a vlastivědný pracovník.
- Henryk Jasiczek – polský novinář, básník, spisovatel a aktivista polské menšiny na Těšínsku.
- Josef Koždoň – slezský politik, předseda Slezské lidové strany, propagátor slezské autonomie a nezávislosti, slezský národní buditel a v letech 1923–1938 starosta Českého Těšína.
- Ida Münzbergová – těšínská malířka.
- Emil Škrabiš – český politik a zemědělský inženýr, bývalý senátor za obvod č. 73 – Frýdek-Místek a člen KDU-ČSL.

## Galerie

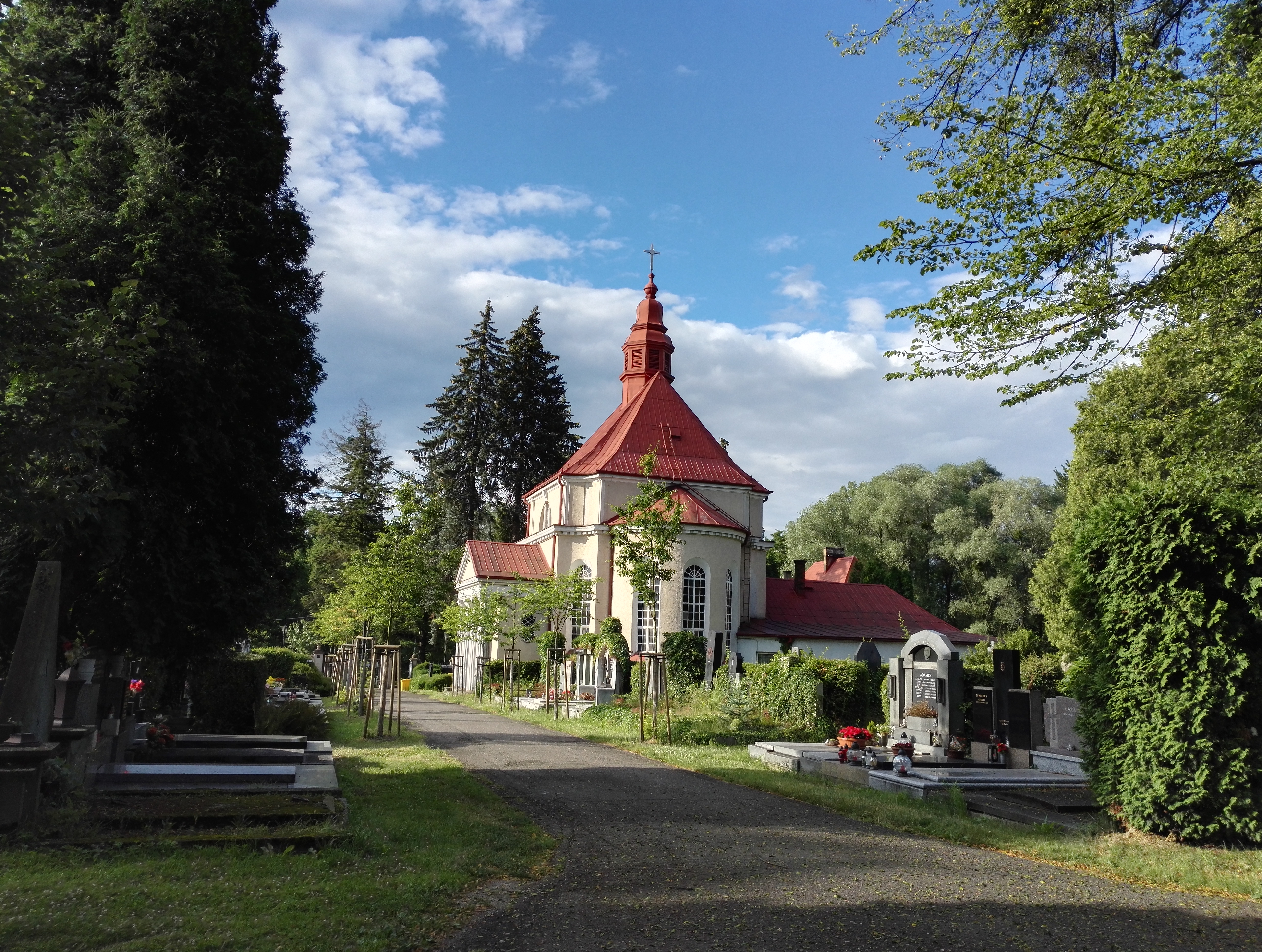
Hřbitovní kaple
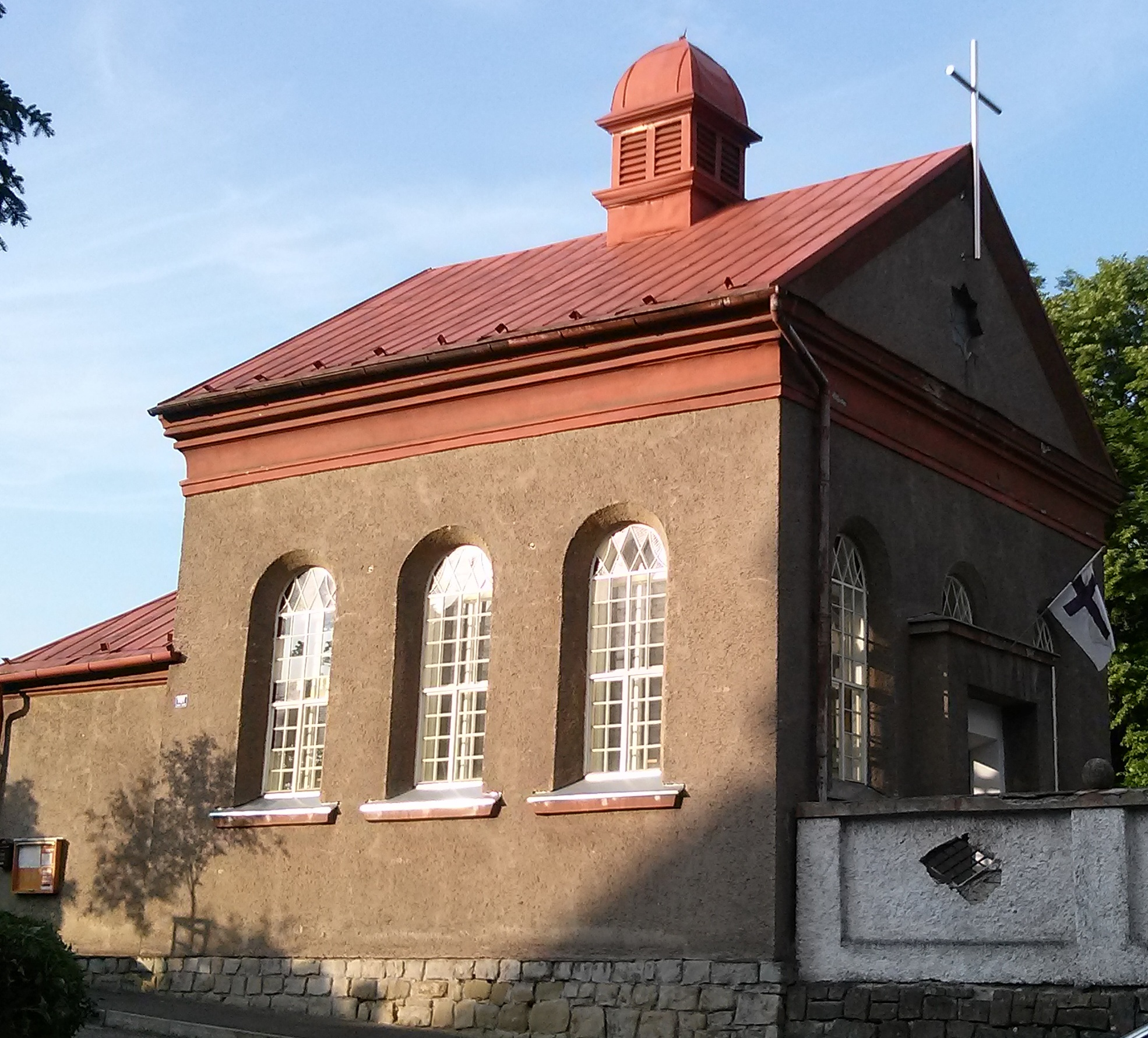
Původní židovský pohřební dům
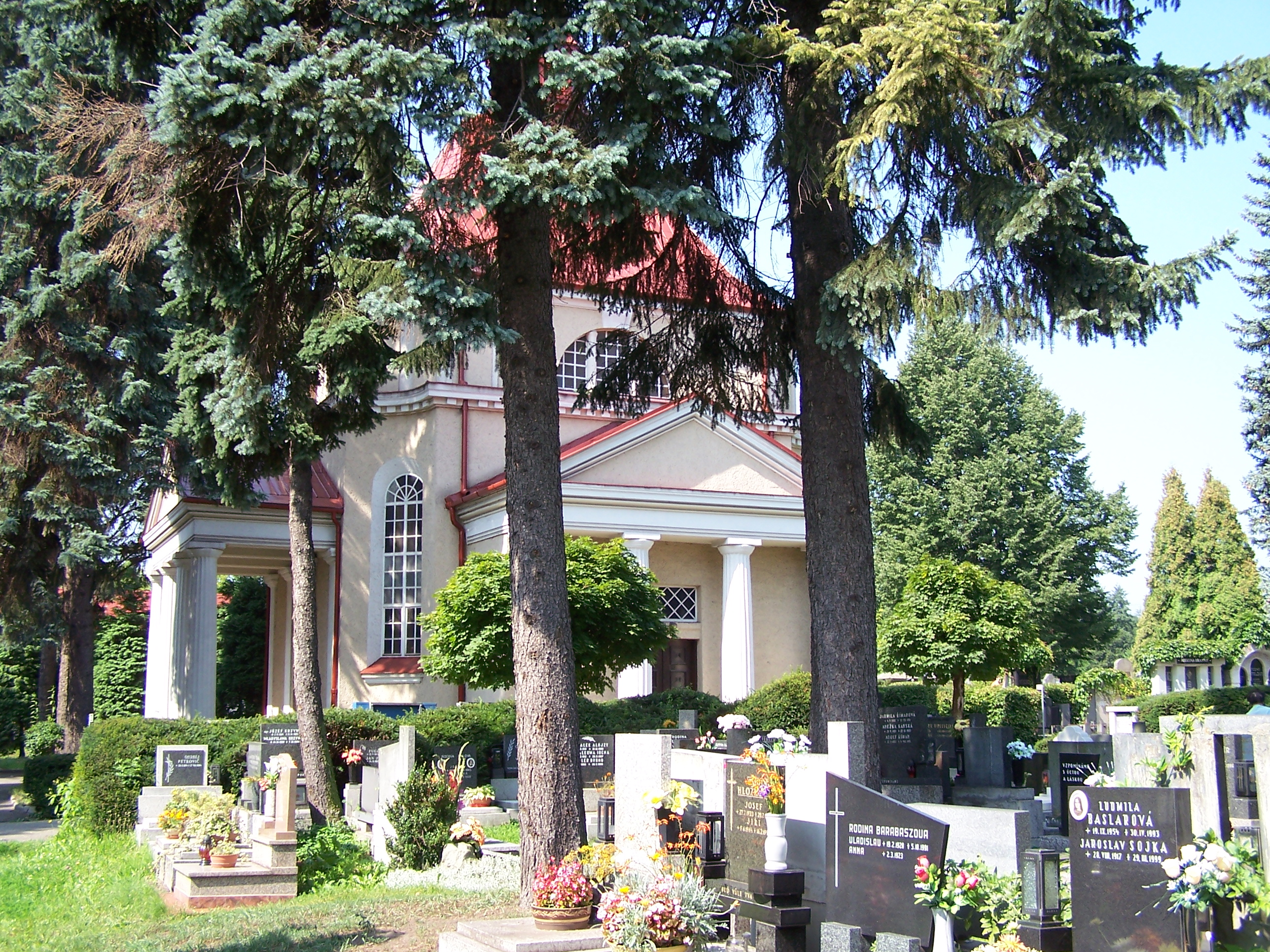
Správní budova
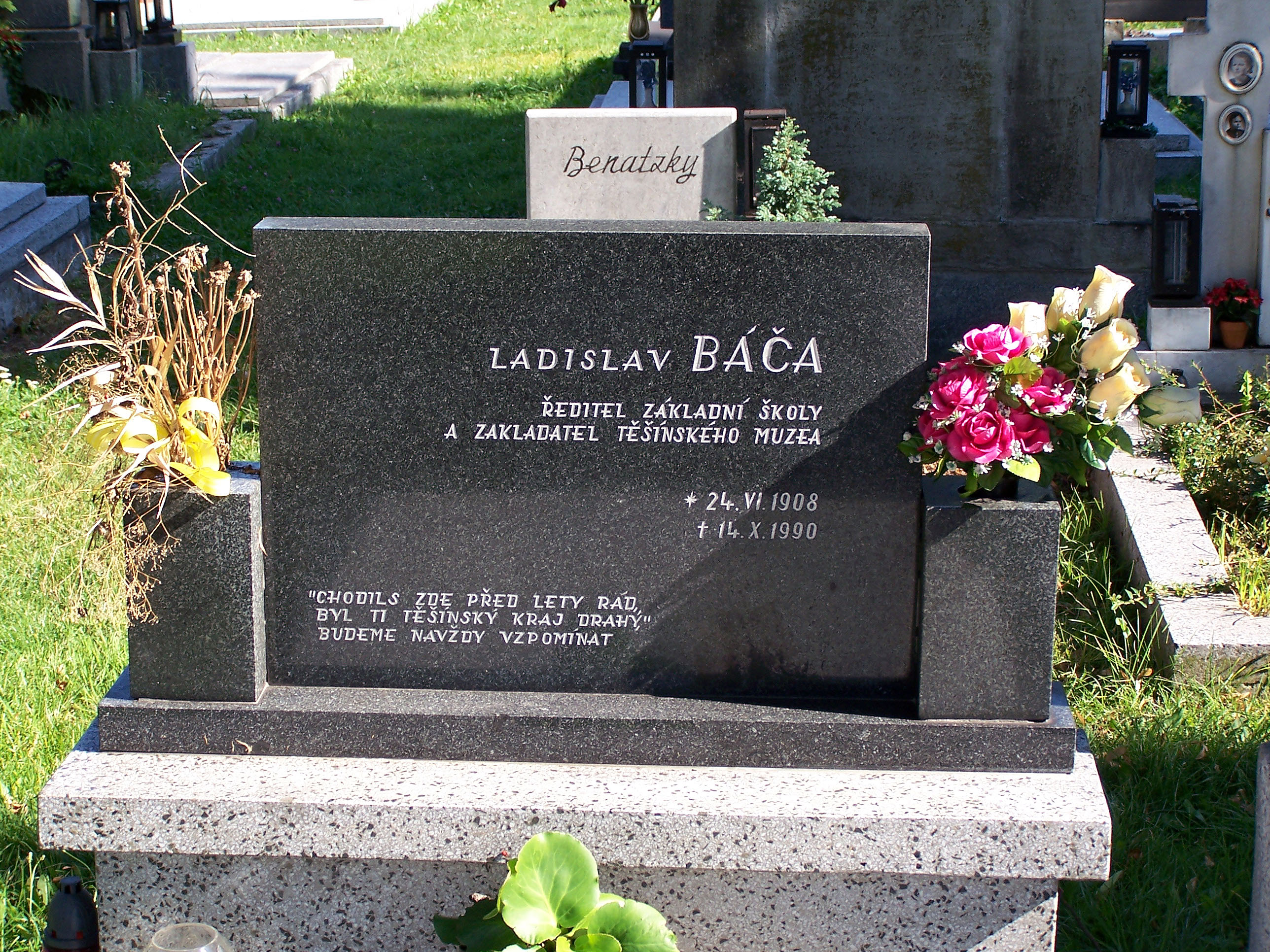
Náhrobek Ladislava Báči